# Kronborgia pugettensis
Kronborgia pugettensis is een platworm (Platyhelminthes). De worm is tweeslachtig. De soort leeft in het zoute water.
Het geslacht Kronborgia, waarin de platworm wordt geplaatst, wordt tot de familie Fecampiidae gerekend. De wetenschappelijke naam van de soort werd voor het eerst geldig gepubliceerd in 1985 door Shinn & Christensen.